# Marlon López
Marlon Andrés López Moreno (Manágua, 2 de novembro de 1992) é um futebolista nicaraguense que atua como volante. Atualmente joga pelo Real Estelí

## Carreira
Iniciou a carreira em 2013, no Managua FC, clube da capital nicaraguense, aos 20 anos de idade. Pelos Leones Azules, foram 55 partidas e 16 gols até 2016, quando atuou em 4 jogos no Santos de Guápiles (Costa Rica), por empréstimo.
No mesmo ano, assinou com o assinou com o Real Estelí, vencendo o Campeonato Nicaraguense de 2016–17 e o Torneio Clausura de 2019.

## Carreira internacional
Desde 2014, Marlon López faz parte das convocações da Seleção Nicaraguense. A estreia do lateral pelos Pinoleros foi num amistoso contra a Guatemala, vencido por 3 a 0 pelos Chapines. Integrou o elenco que disputou a Copa Ouro da CONCACAF de 2017, tendo participado dos 3 jogos na primeira fase.
Na Copa Ouro da CONCACAF de 2019, disputou apenas um jogo, contra a Costa Rica; após a partida, foi afastado pelo técnico Henry Duarte após envolvimento com garotas de programa - além dele, foram cortados do elenco o zagueiro Carlos Montenegro e o atacante Carlos Chavarría.

## Títulos
Real Estelí
- Campeonato Nicaraguense: 2 (2016–17 e Torneio Clausura 2019)